# Дуравино (Псковская область)
Дура́вино, ранее также Дуровино, Дуравина, Туравина (эст. Turavina) — деревня в Печорском районе Псковской области России. Входит в состав сельского поселения «Круппская волость».
Относится к нулку Саатсеринна исторической области Сетумаа.
Расположена на севере района в 3 км от берега Псковского озера и в 5 км к юго-востоку от волостного центра, деревни Крупп. На востоке примыкает деревня Вишняково. В 3 км к западу от деревни проходит граница РФ с Эстонией.

## Население
Численность населения деревни составляет 72 жителя (2000 год).
| 2001 | 2002 | 2010 |
| ---- | ---- | ---- |
| 72   | ↘60  | ↗64  |